# Gūnī
Gūnī (persiska: گونی, Qūnī) är en ort i Iran.   Den ligger i provinsen Västazarbaijan, i den nordvästra delen av landet, 600 km väster om huvudstaden Teheran. Gūnī ligger 1 951 meter över havet och antalet invånare är 898.
Terrängen runt Gūnī är kuperad åt nordväst, men åt sydost är den platt. Terrängen runt Gūnī sluttar österut. Runt Gūnī är det ganska tätbefolkat, med 185 invånare per kvadratkilometer. Närmaste större samhälle är Tāzeh Shahr, 19,0 km norr om Gūnī. Trakten runt Gūnī består i huvudsak av gräsmarker.